# Халтуй
Халту́й — село в Тунгокоченском районе Забайкальского края России. Входит в сельское поселение «Нижнестанское».

## География
Расположено в 8 км к юго-востоку от центра сельского поселения, села Нижний Стан. 

## История
До 1983 года в Шилкинском районе.

## Население
| 1989 | 2002 | 2010 | 2021 |
| ---- | ---- | ---- | ---- |
| 277  | ↘212 | ↘167 | ↘137 |

## Инфраструктура
Начальная школа, фельдшерско-акушерский пункт.